# 圓通禪寺 (新北市)
24°58′56″N 121°29′34″E / 24.98236°N 121.49279°E
圓通禪寺，俗稱中和圓通寺，位於台灣新北市中和區錦昌里山區的擺接山（或名石壁湖山、柯子崙山），海拔180公尺。

## 歷史
圓通禪寺創立者林妙清，是新竹人，年23，在新竹香山一善堂學佛苦修3年，1925年參加特別講習會後，拜覺力禪師為師，法名妙清。1927年要在中和石壁湖山建寺，此地點的選定，是覺力禪師幫忙決定的，因覺力禪師時任艋舺龍山寺住持，仕紳名流多有願贊助者，建寺才能進行。建築風格為融合日本、西洋及台灣特色之廟宇建築；為北台灣著名之比丘尼道場。
2015年9月初，2016年中華民國總統選舉中國國民黨候選人洪秀柱來此閉關三日。

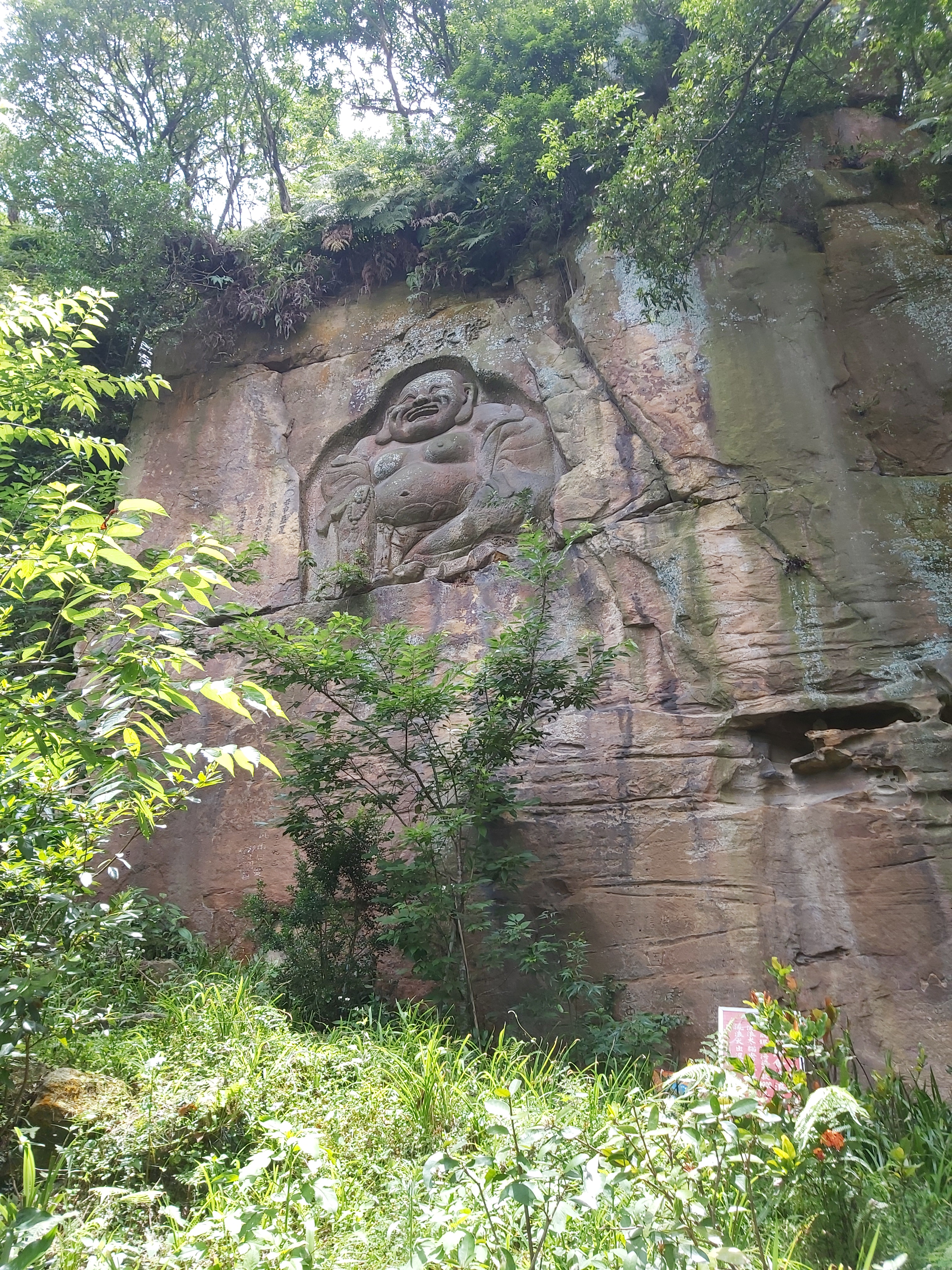
石刻佛像
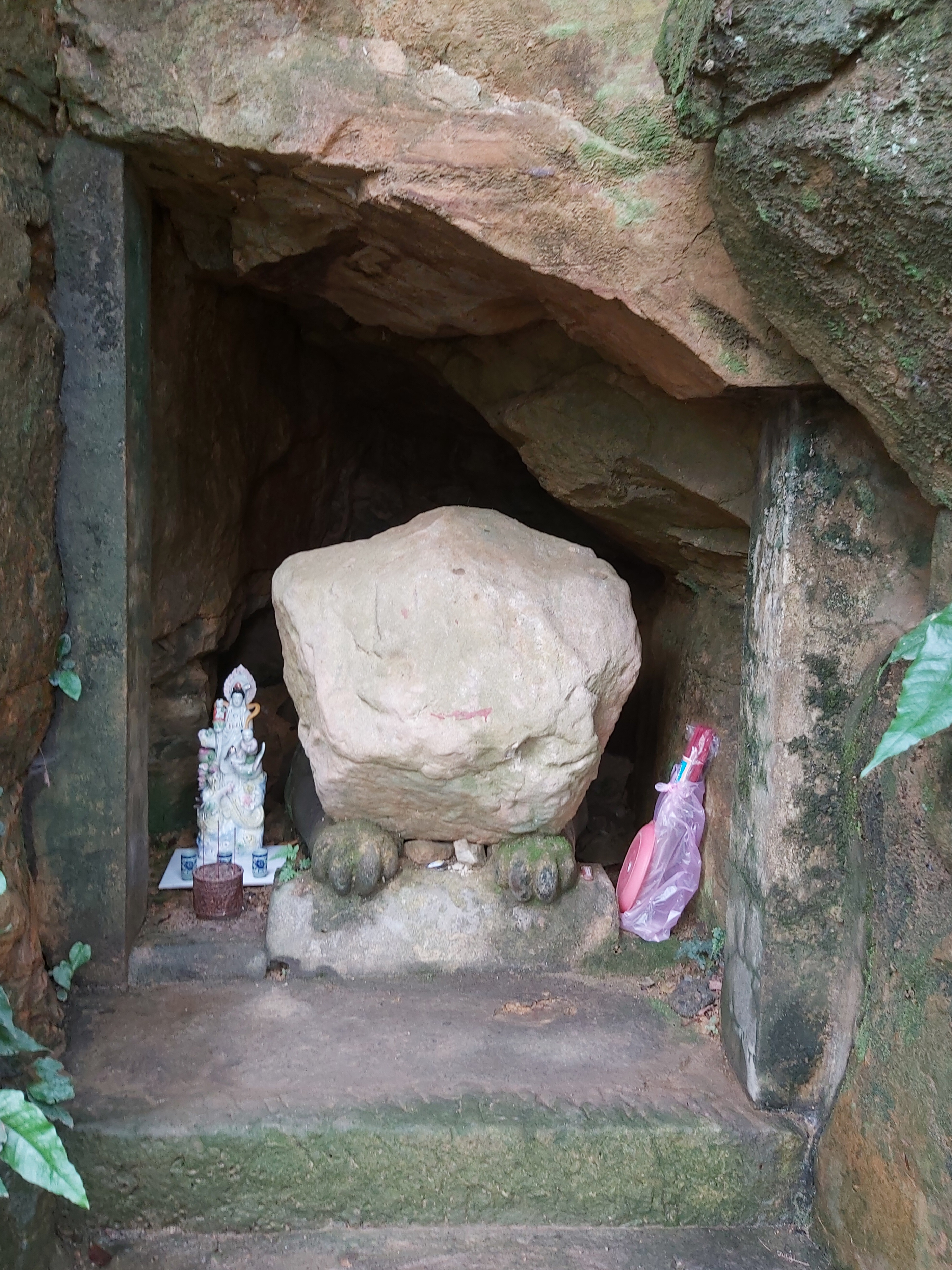
壁湖怪石
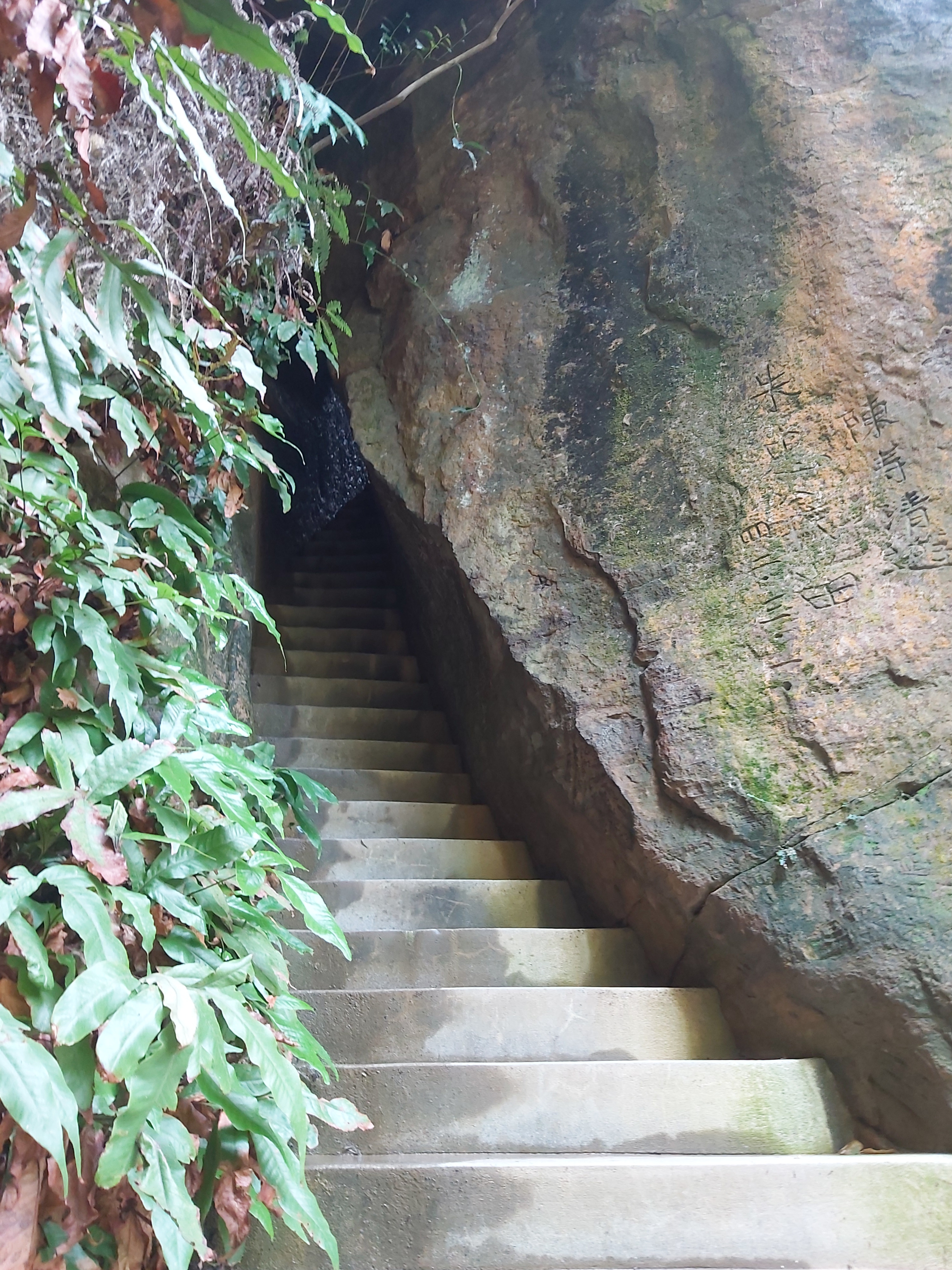
一線天
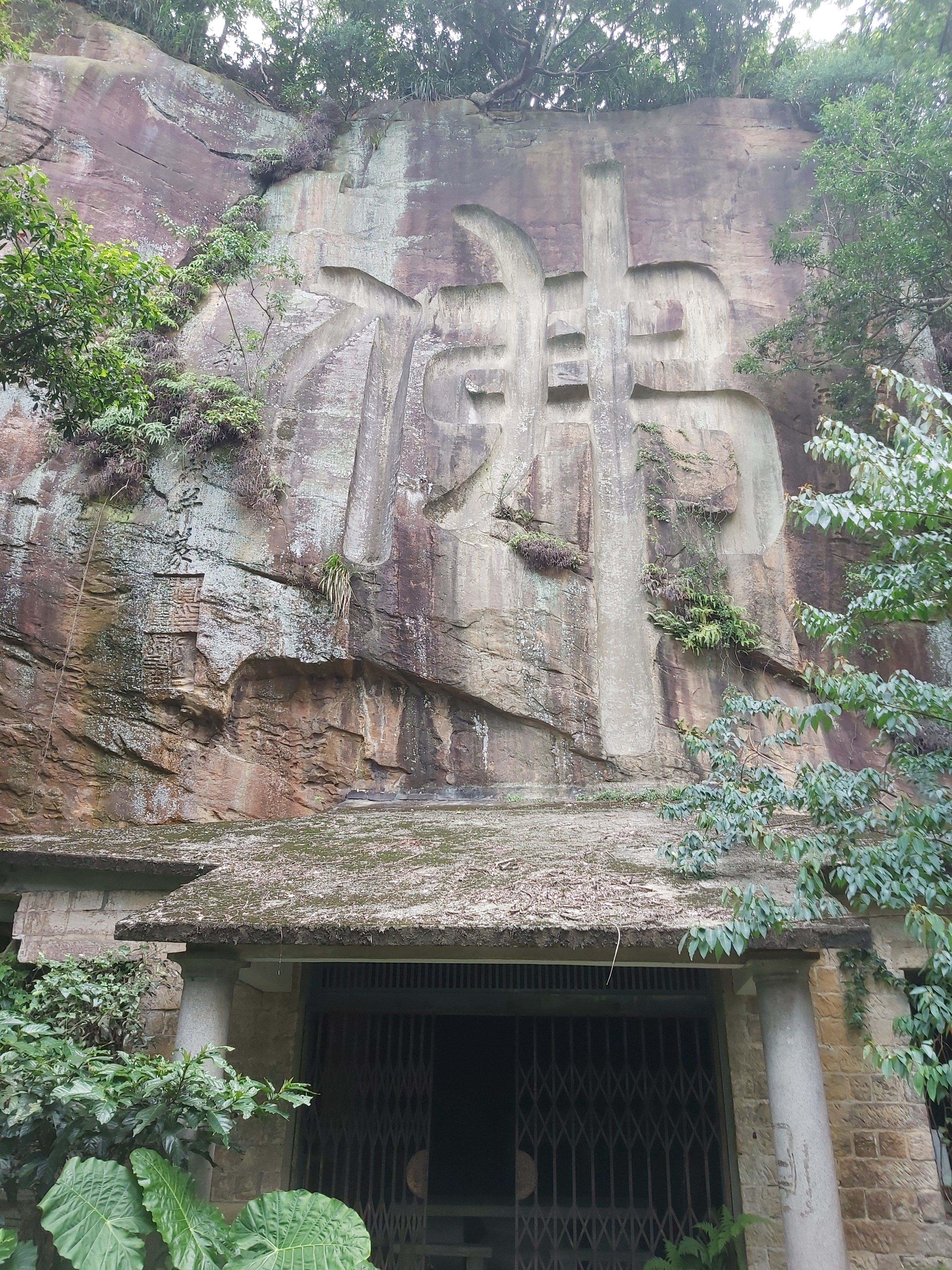
佛字摩崖與閉關室
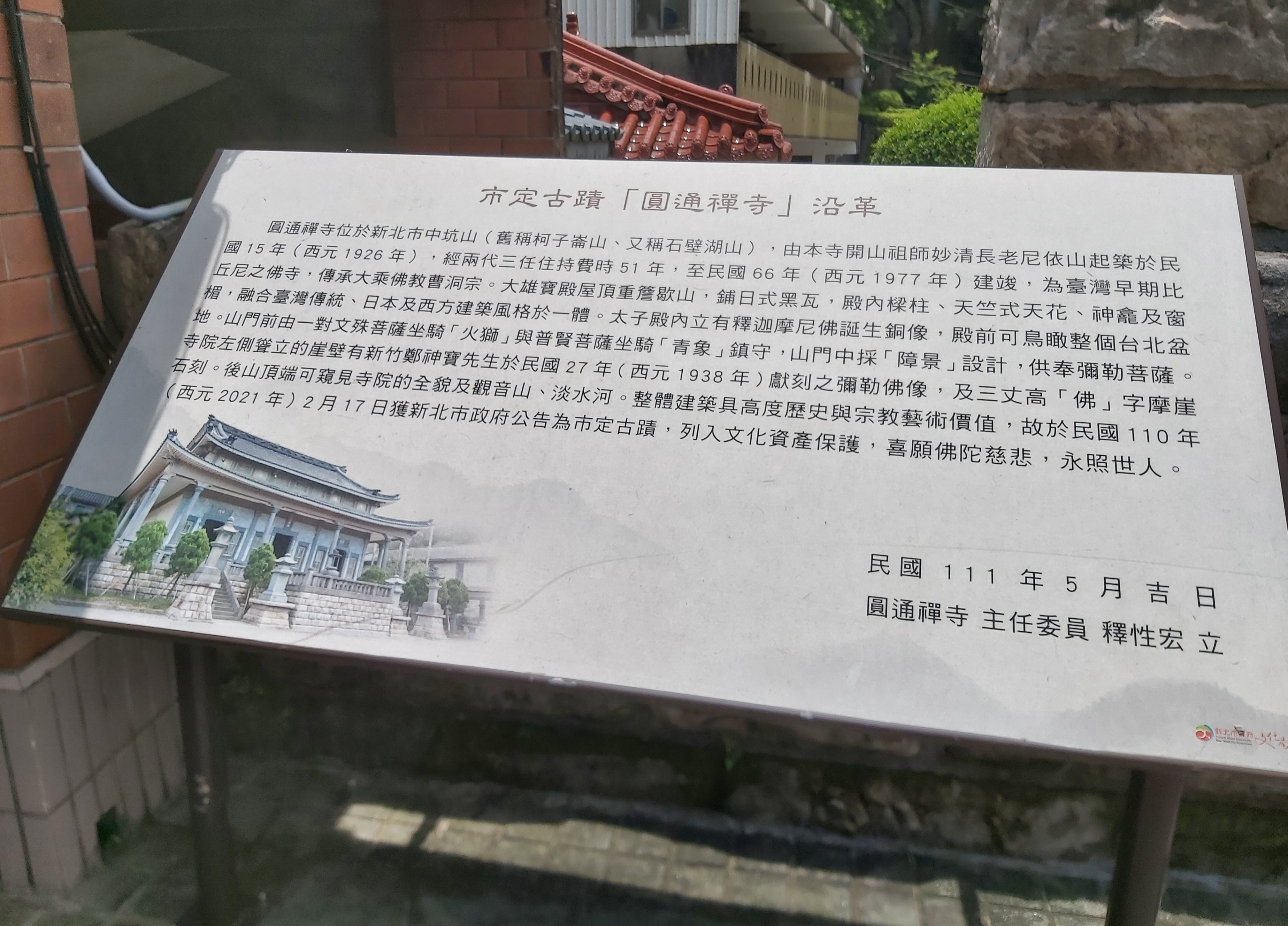
沿革

## 現況

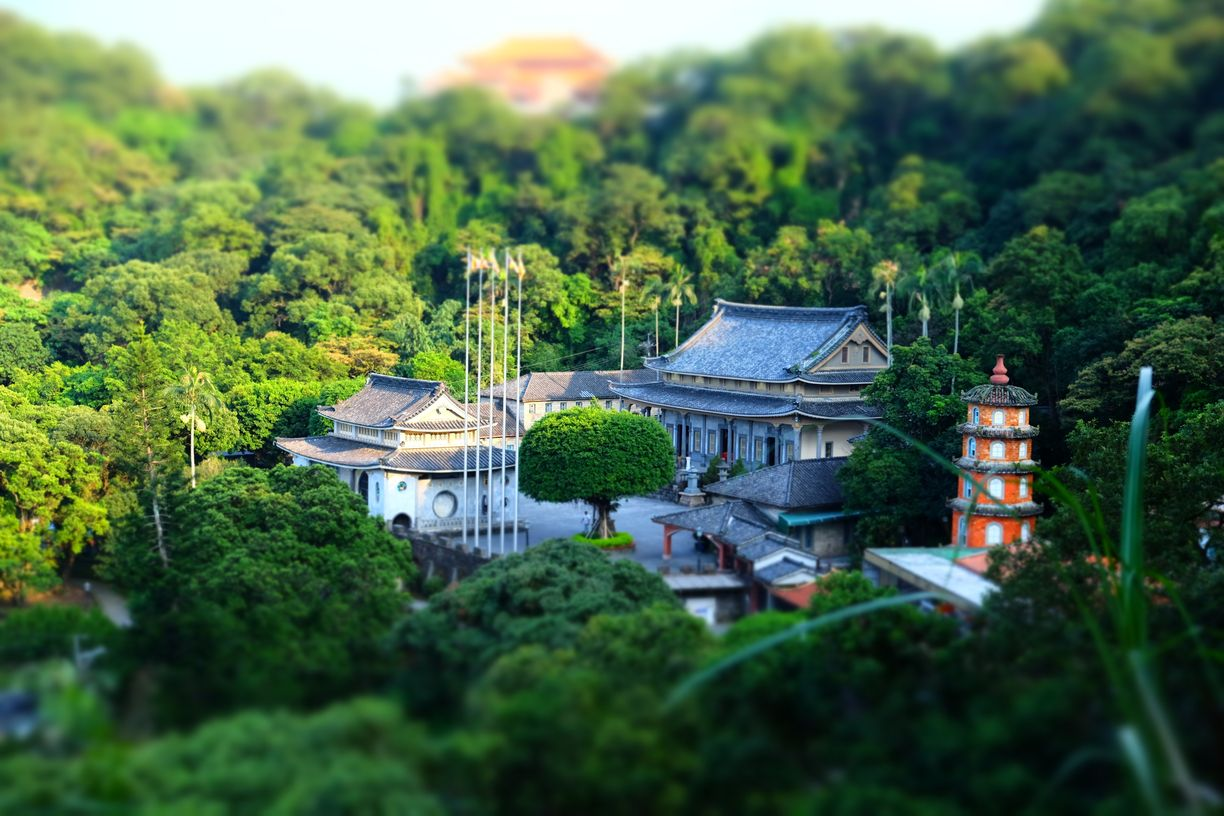
台灣圓通禪寺全景

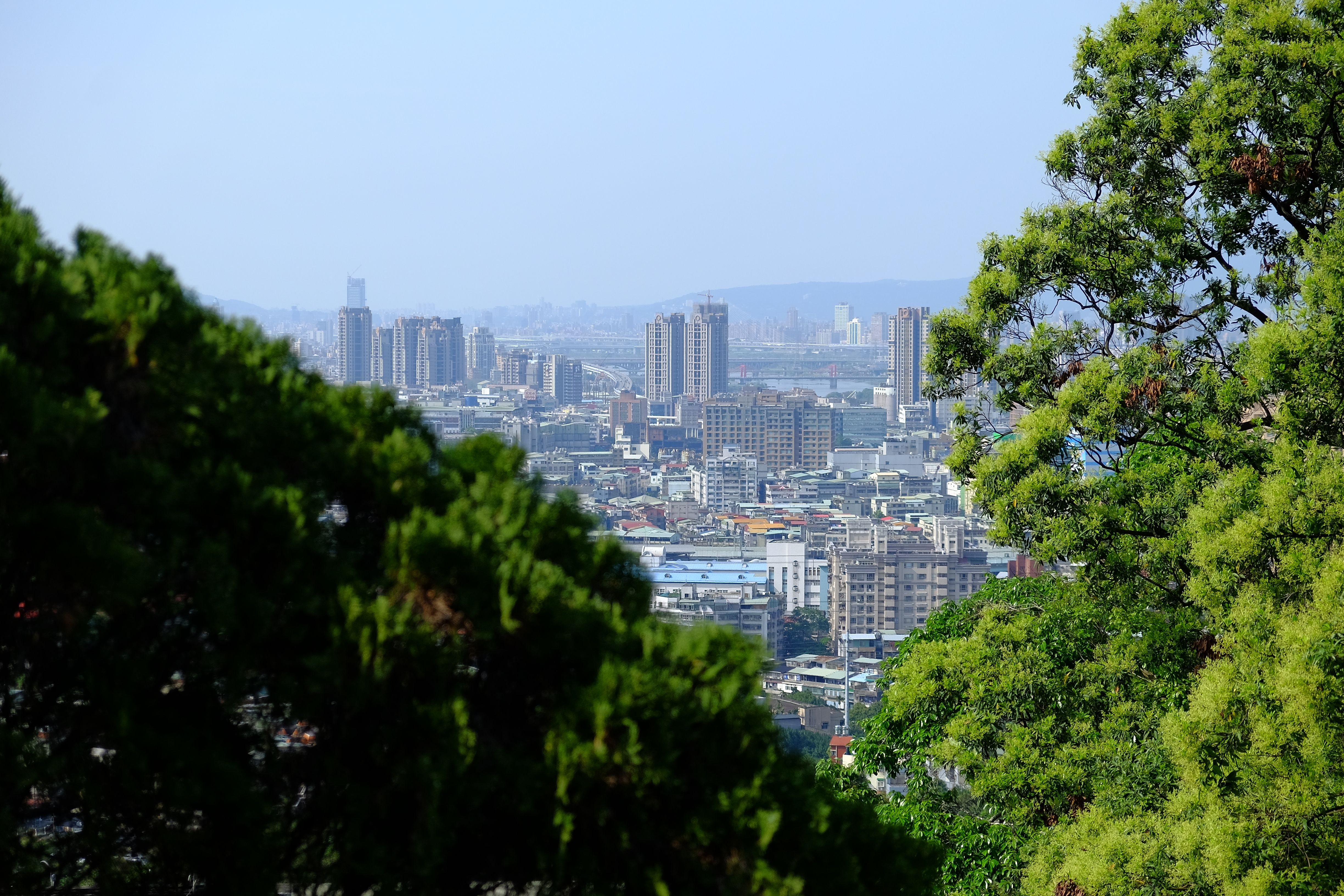
圓通禪寺遠眺台北市

圓通寺一帶山區有多條登山步道，可通往外南勢角山（國旗嶺）、烘爐地等景點。新北市政府已整合這些登山步道，規劃成「圓通寺越嶺烘爐地登山步道」，並列入新北市登山步道系統。除整修步道外，並增添許多解說牌及指示牌，頗受民眾歡迎。

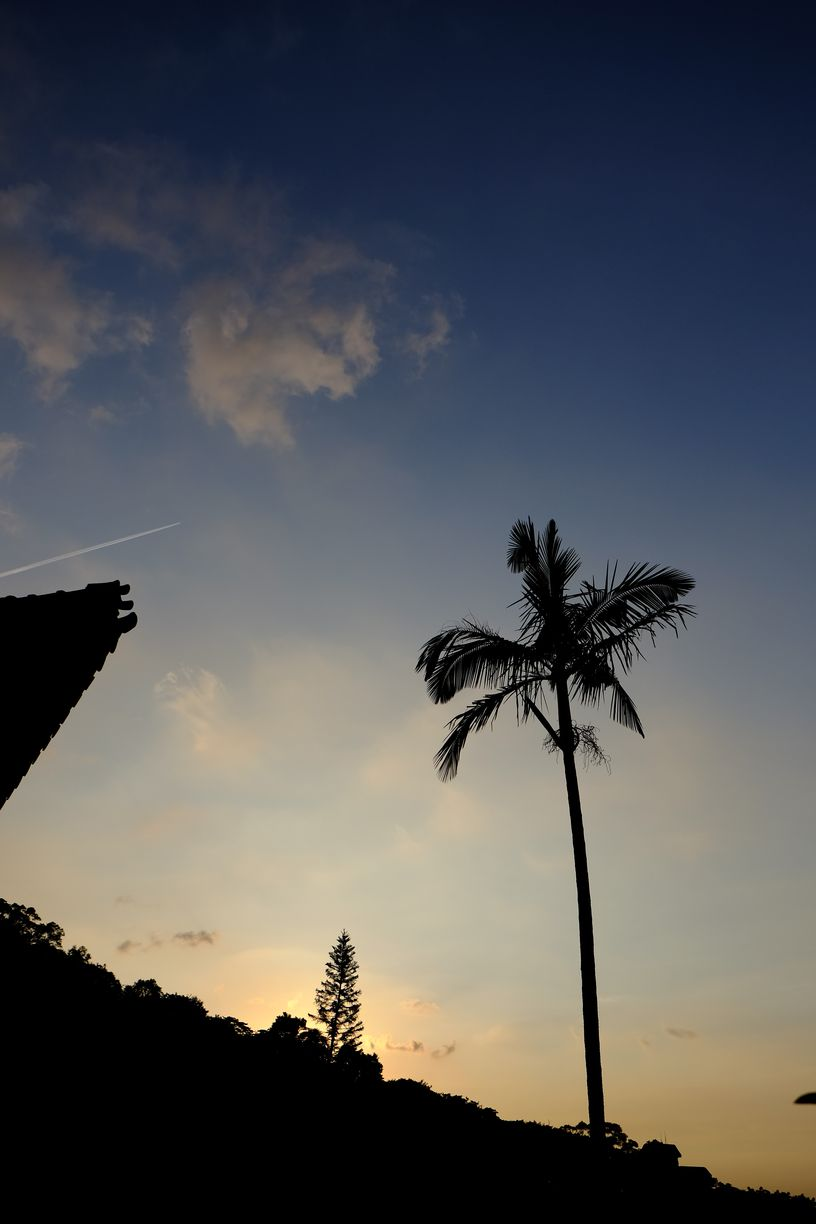
圓通禪寺夕照
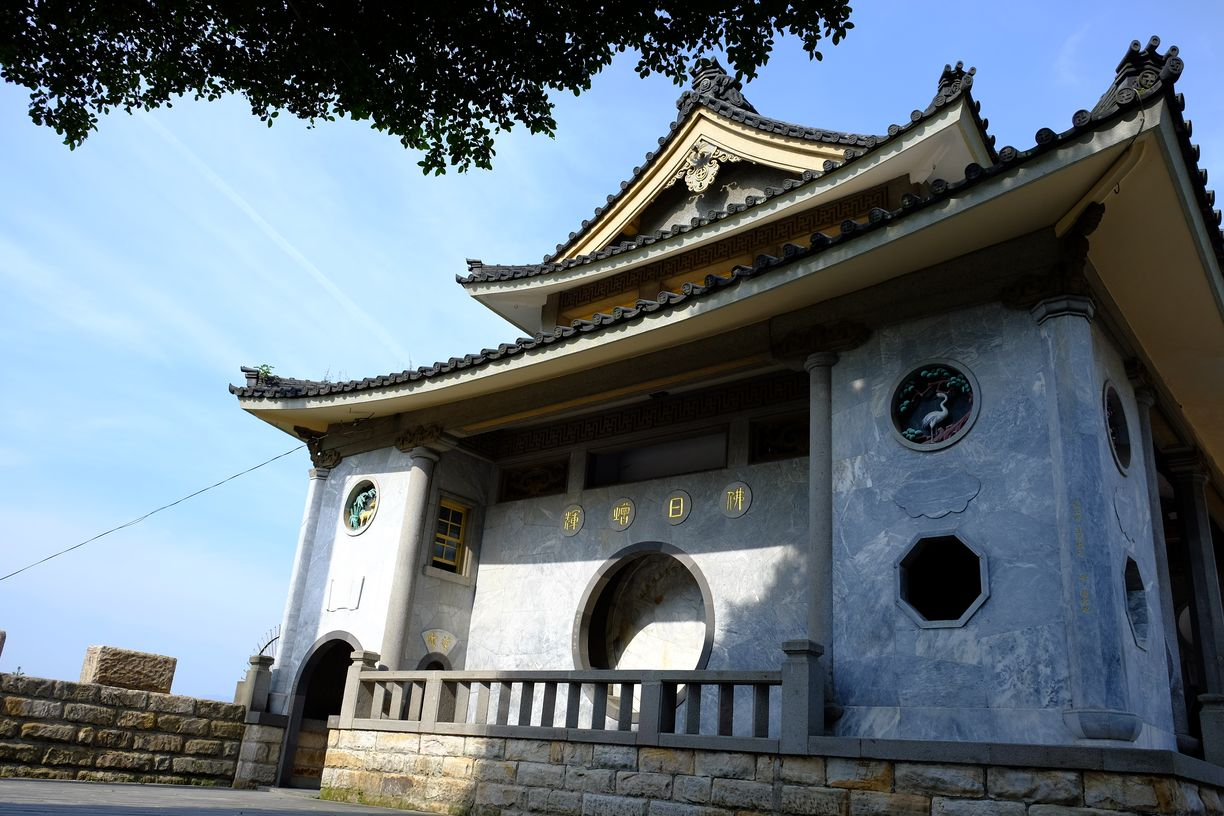
圓通禪寺山門側面
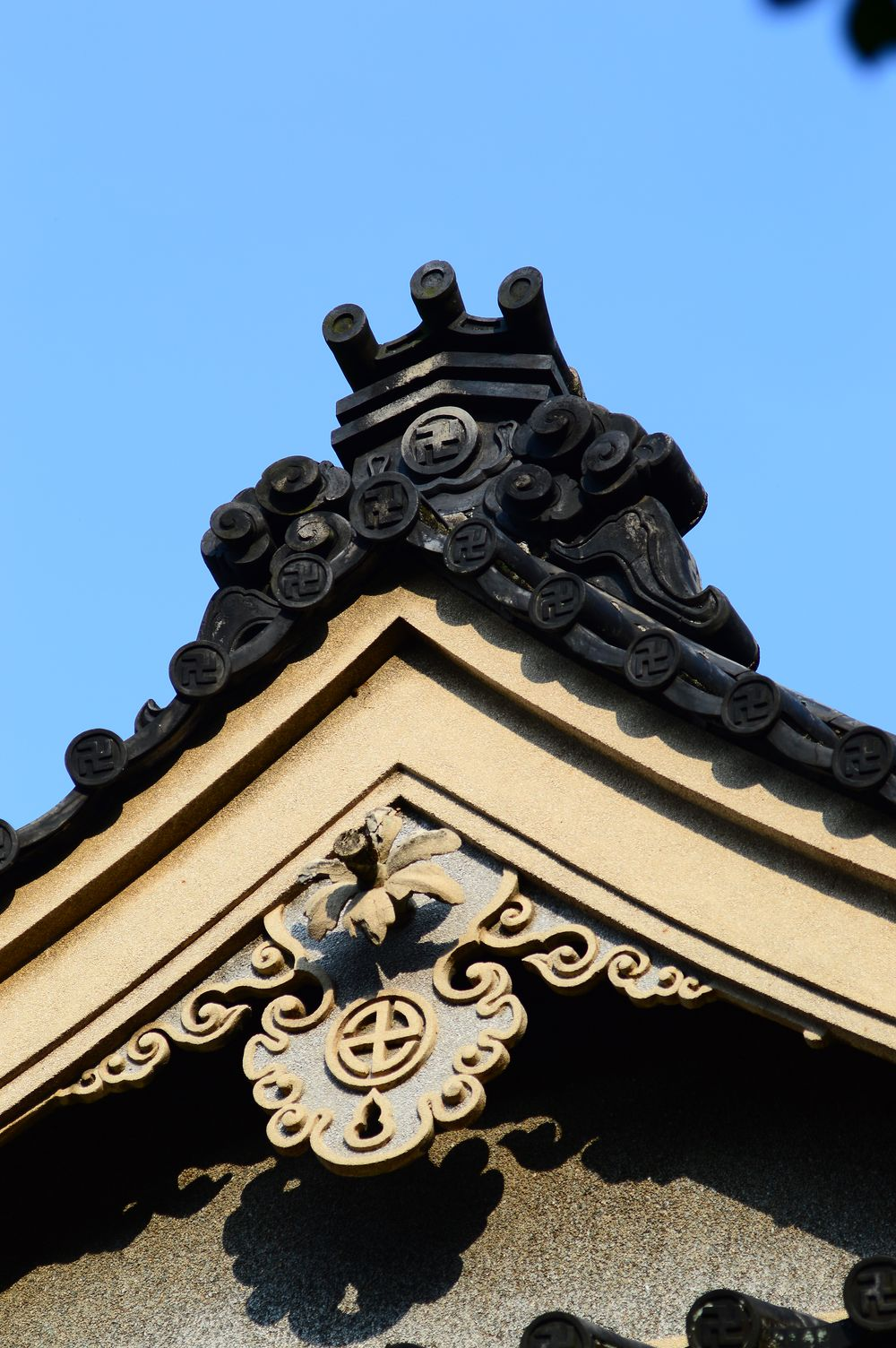
圓通禪寺山門瓦鎮
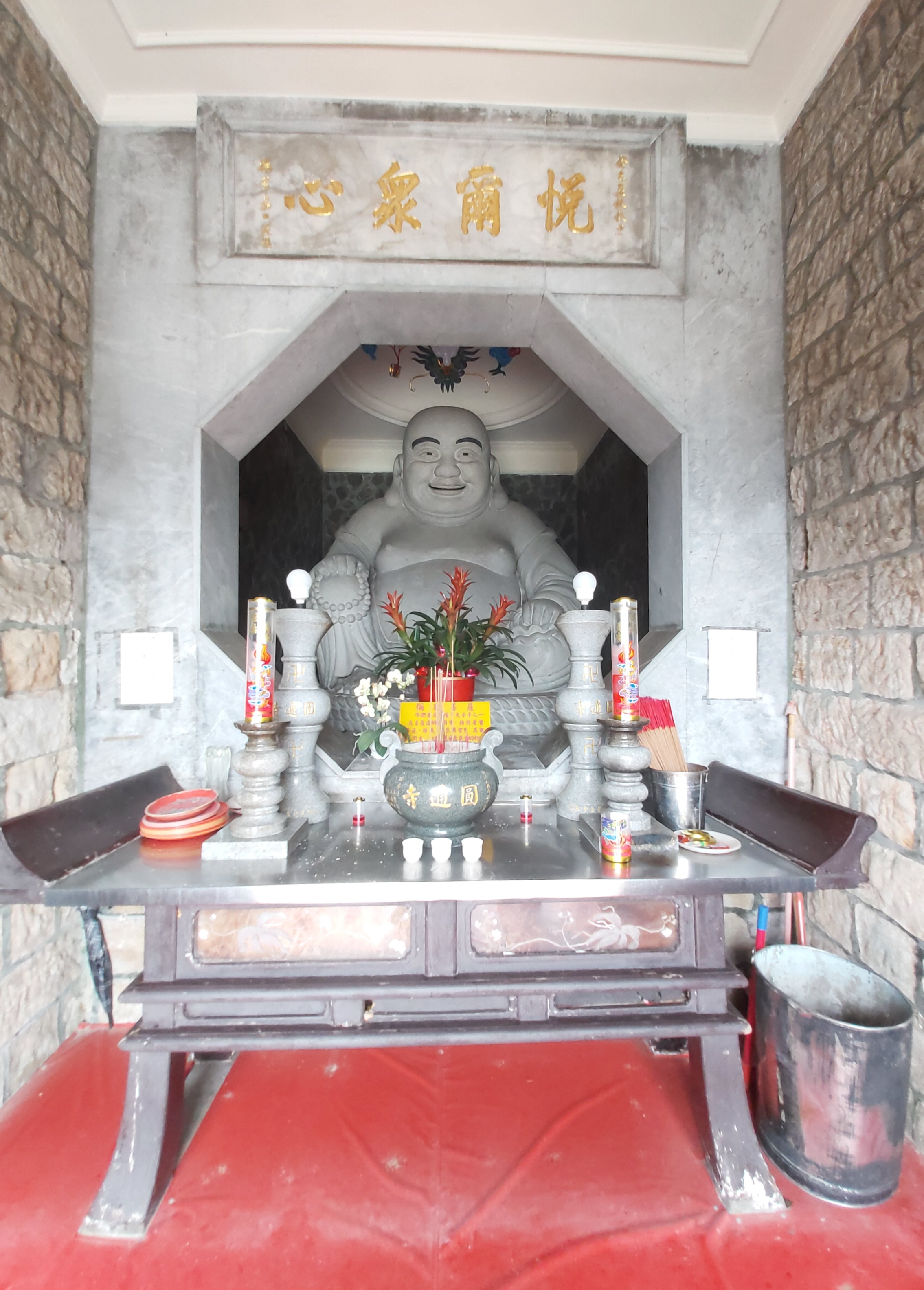
圓通禪寺山門彌勒佛
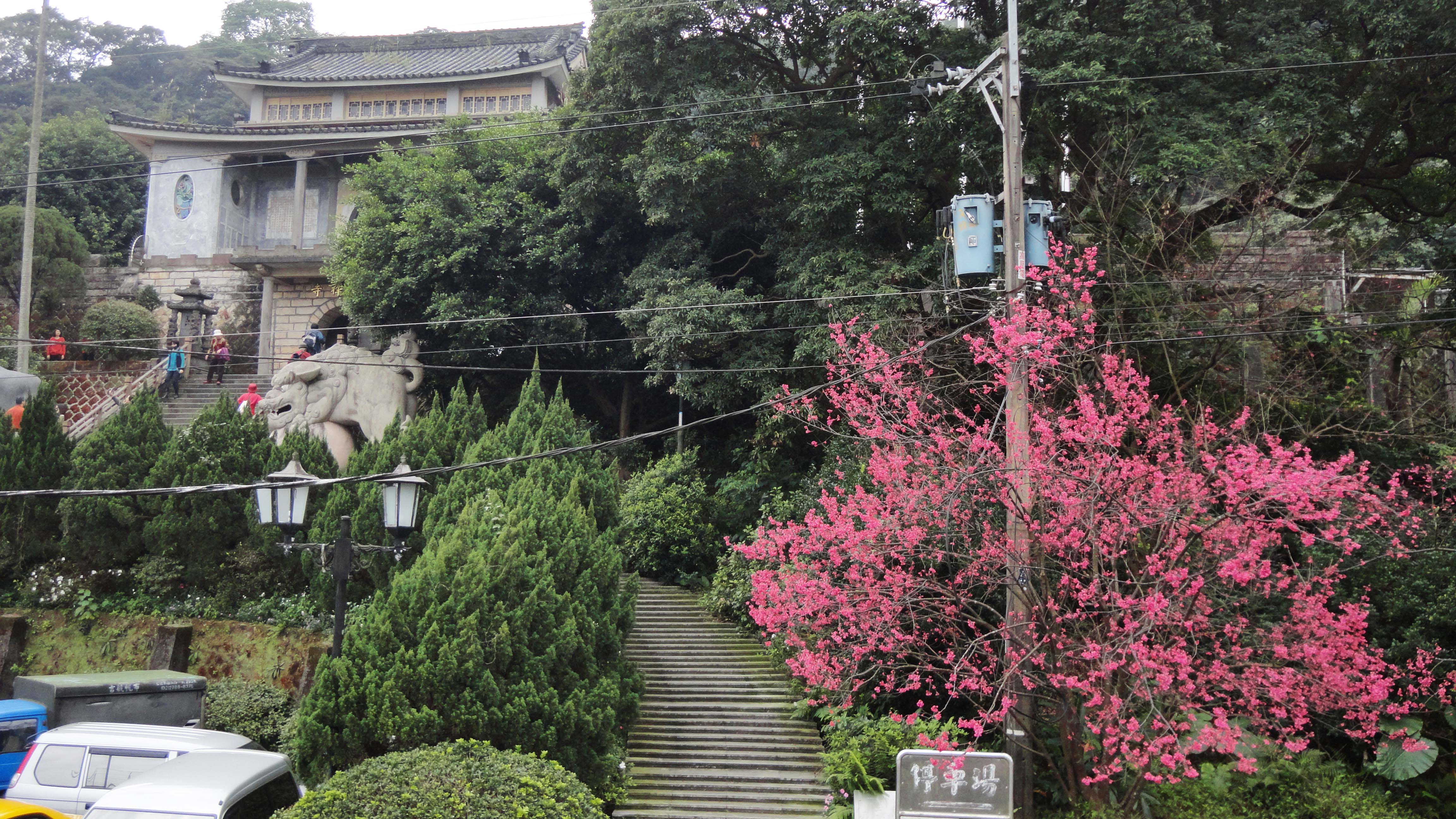
冬末春初寺前山櫻花盛開
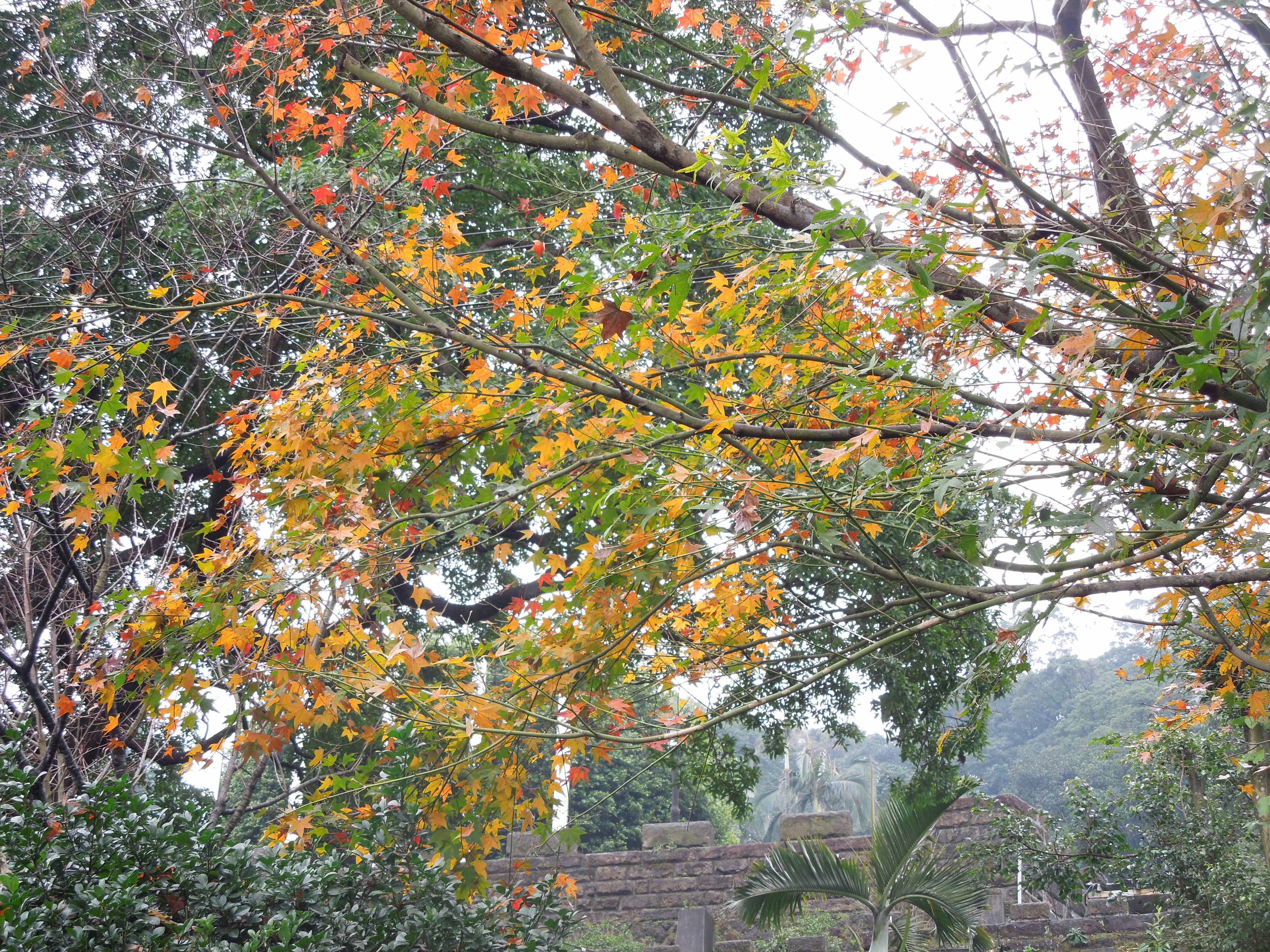
冬季圓通寺前楓紅景色
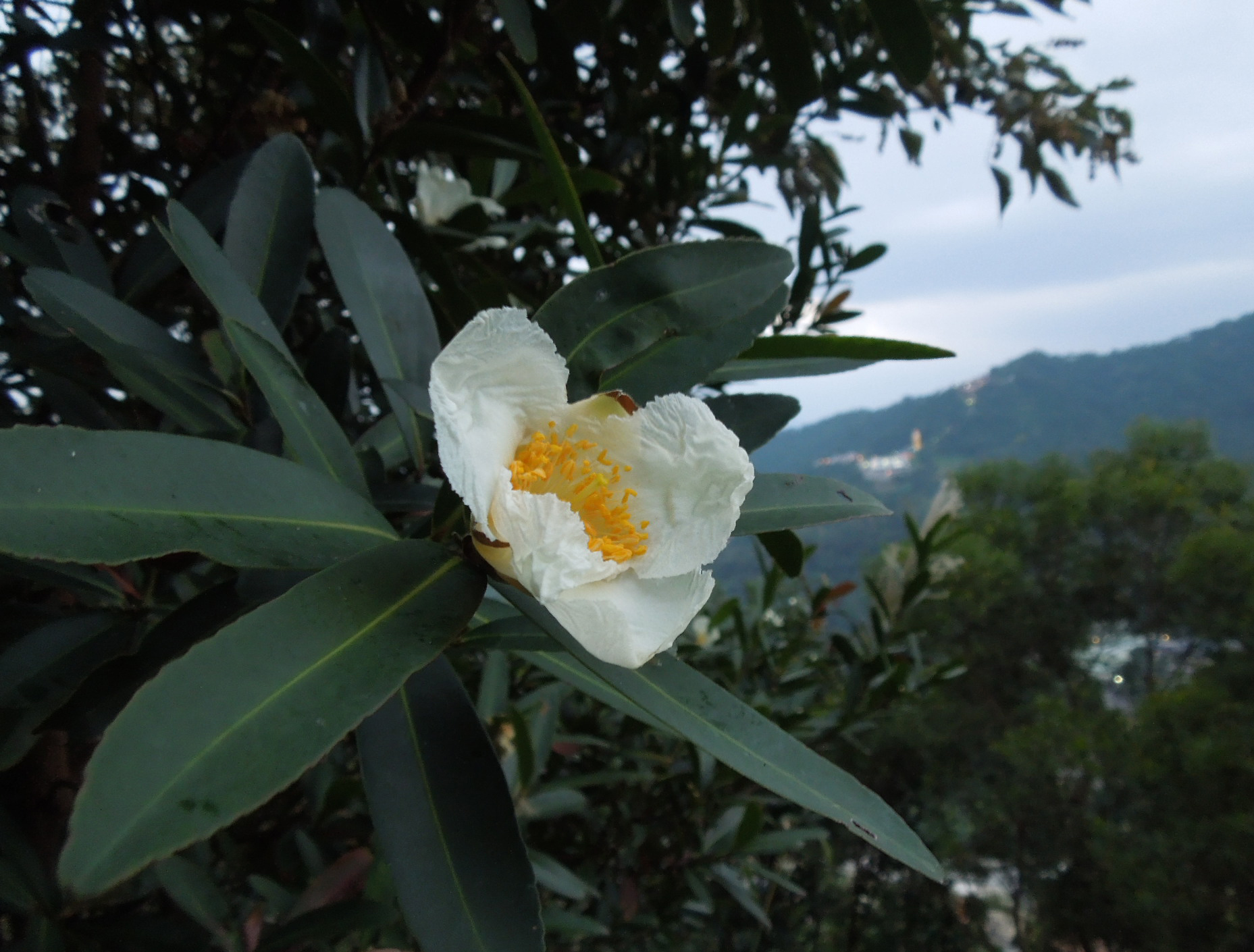
冬季圓通寺稜線步道大頭茶盛開
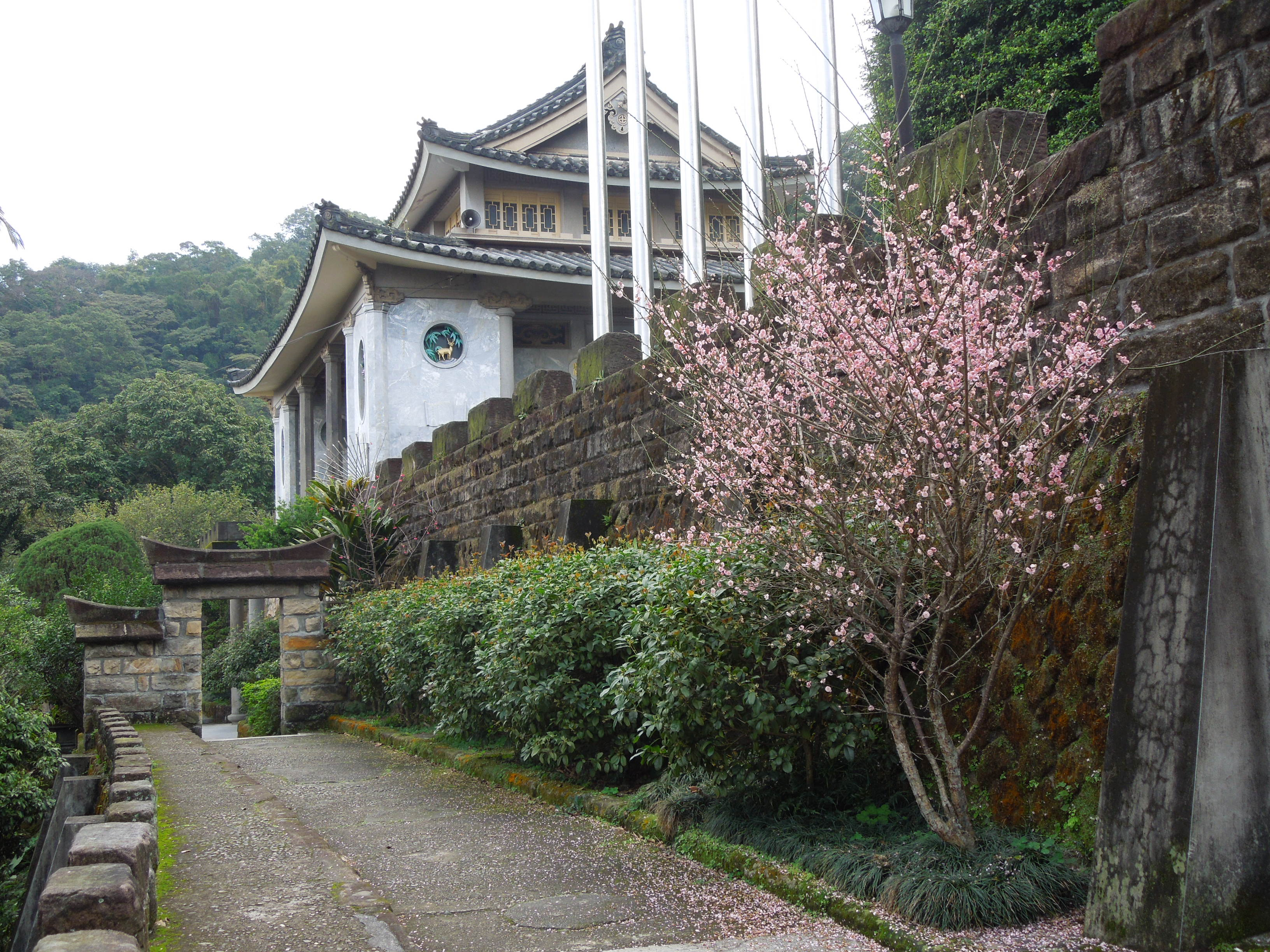
圓通禪寺栽植的紅梅(宮粉梅)於每年的一月底至二月初盛開
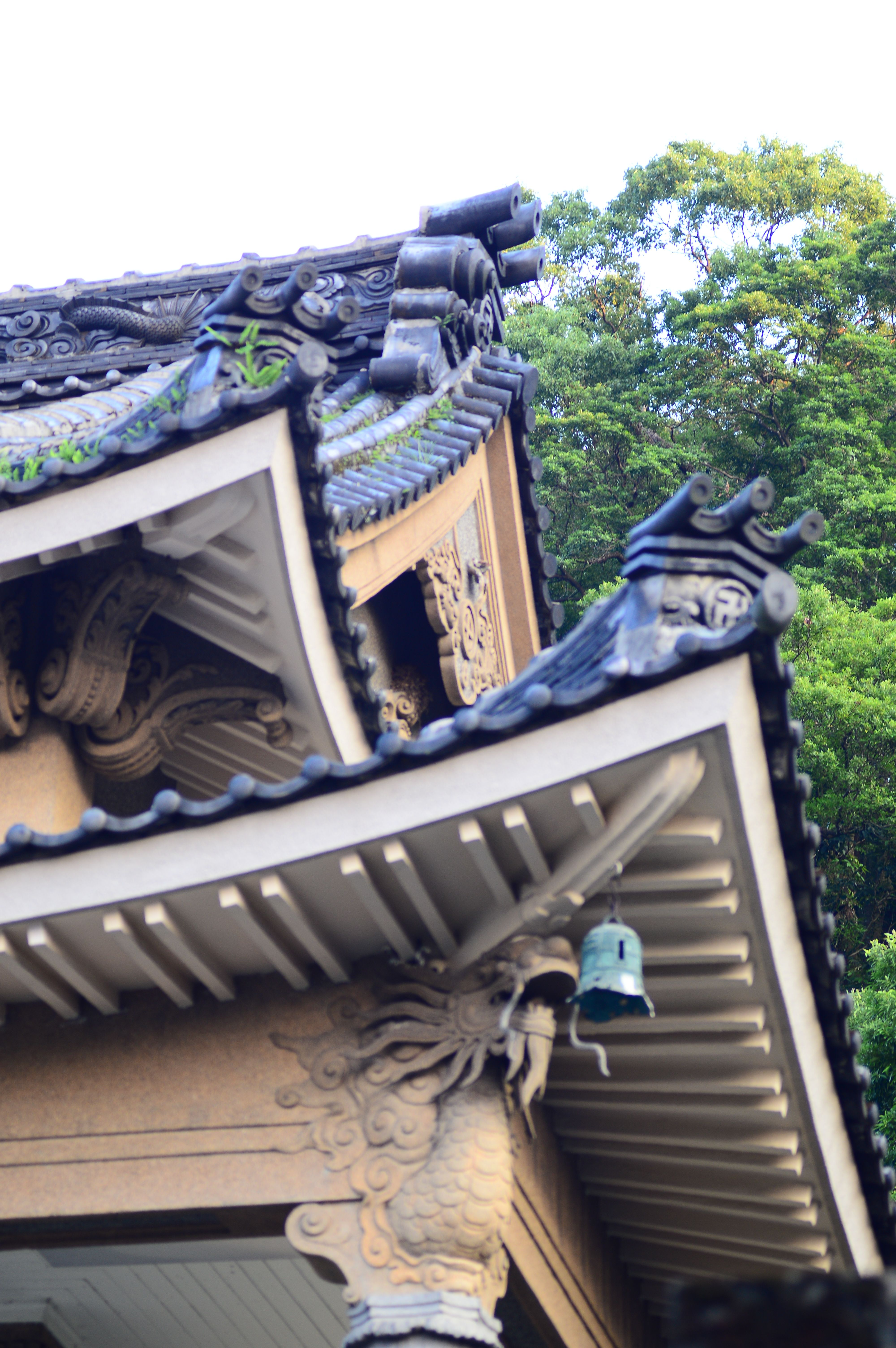
圓通禪寺大殿石柱龍雕銅鐘
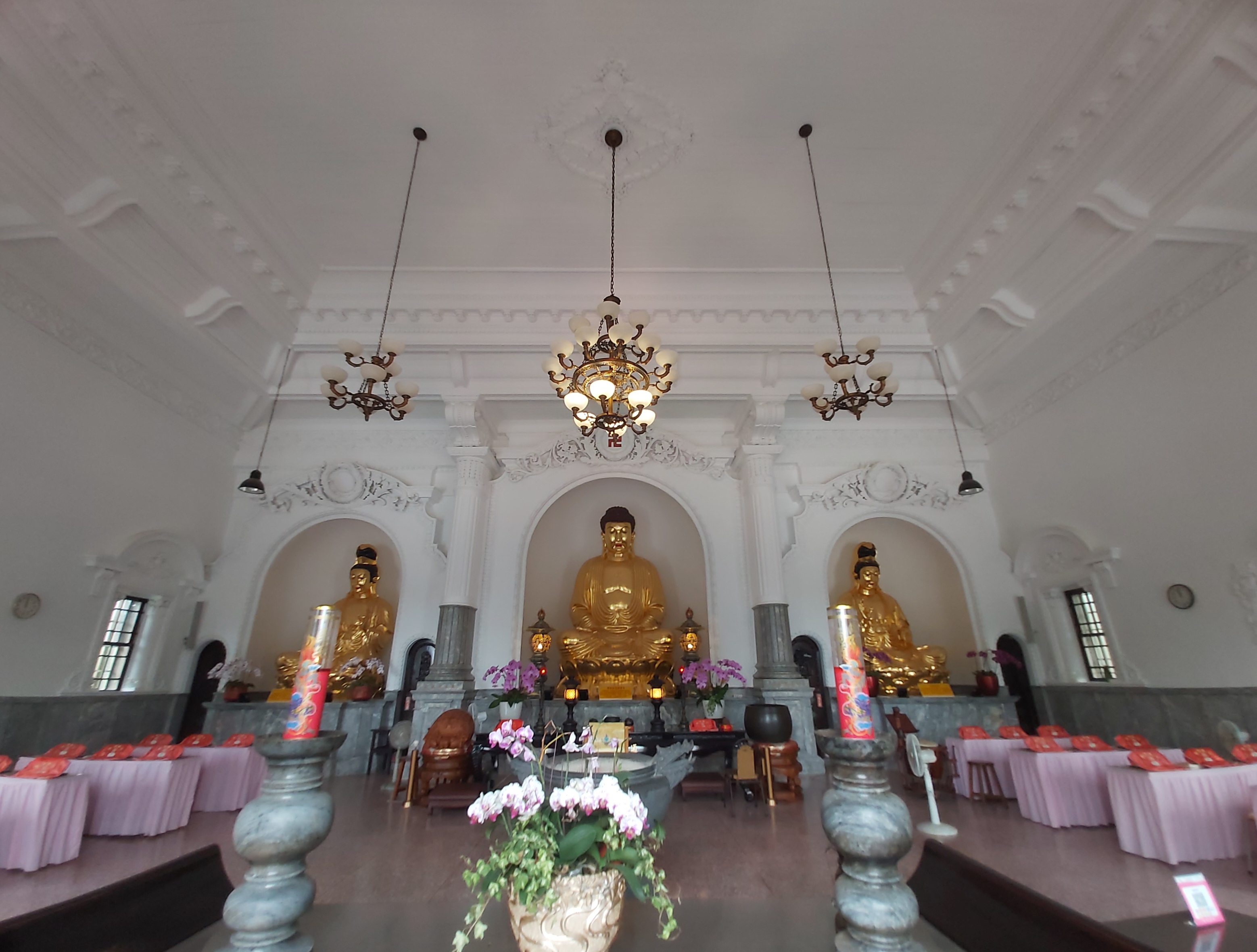
圓通禪寺大殿室內
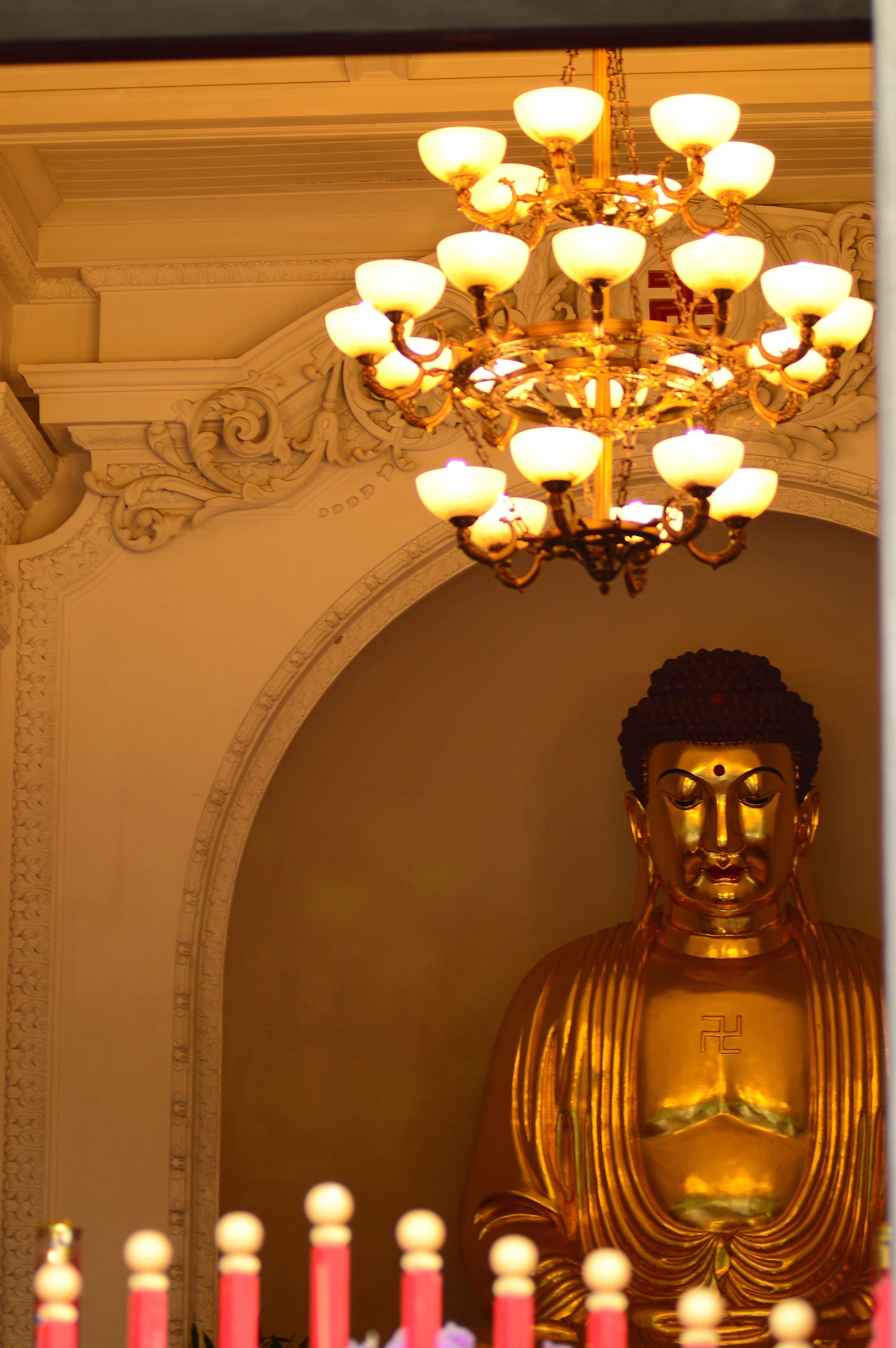
圓通禪寺大殿仿西洋裝飾風格
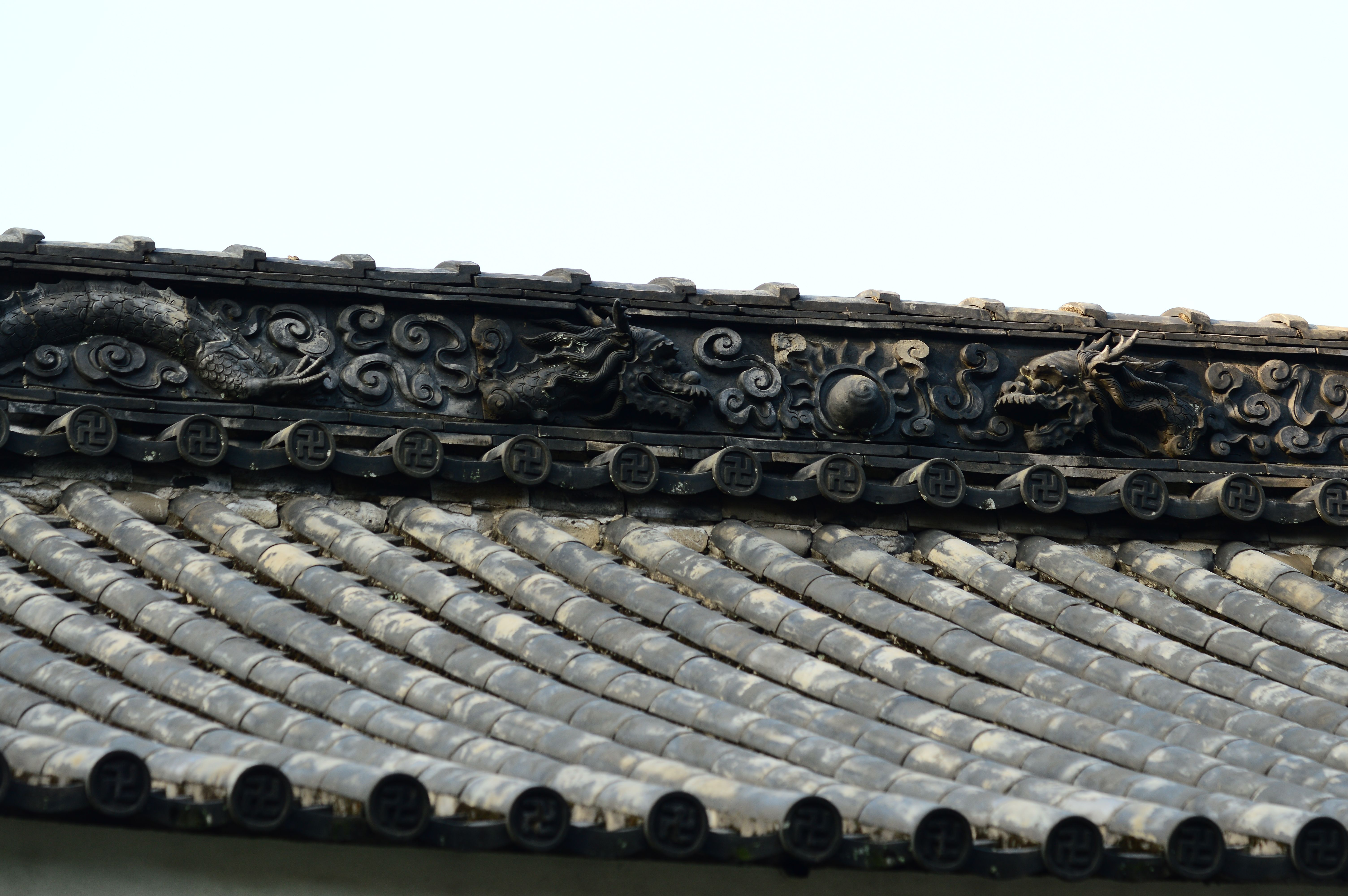
圓通禪寺屋頂雕刻
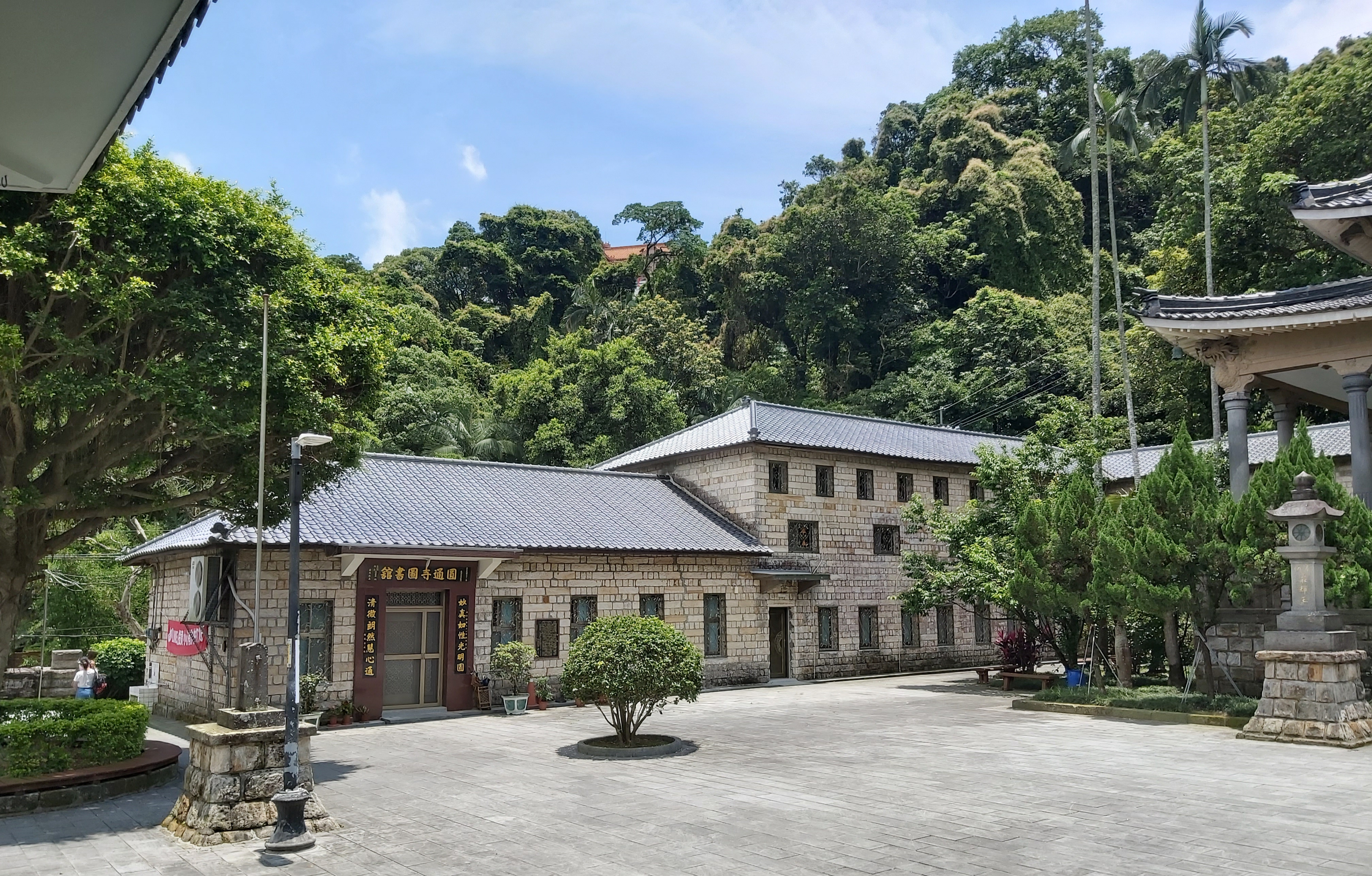
圓通寺圖書館
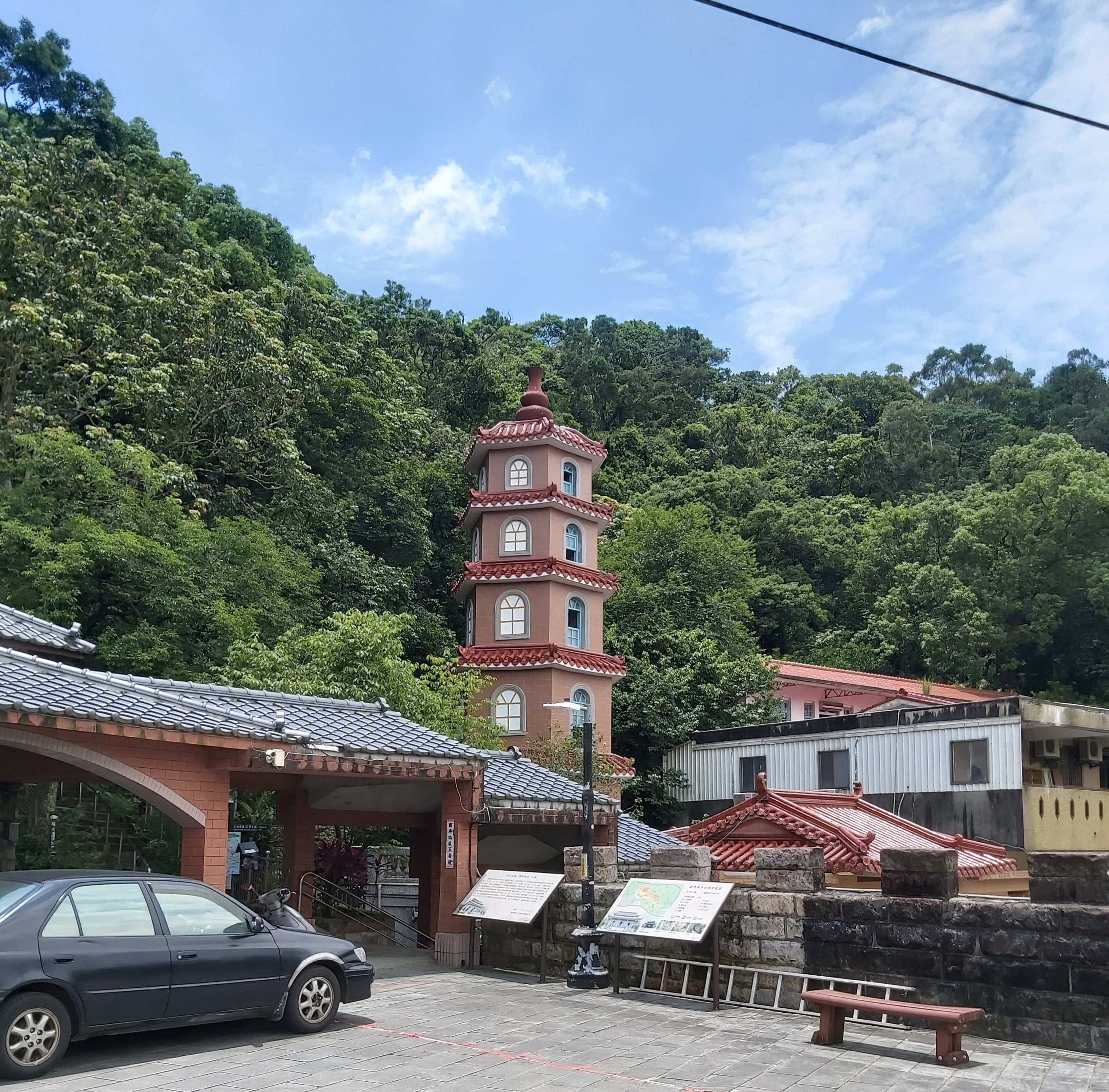
祖師塔
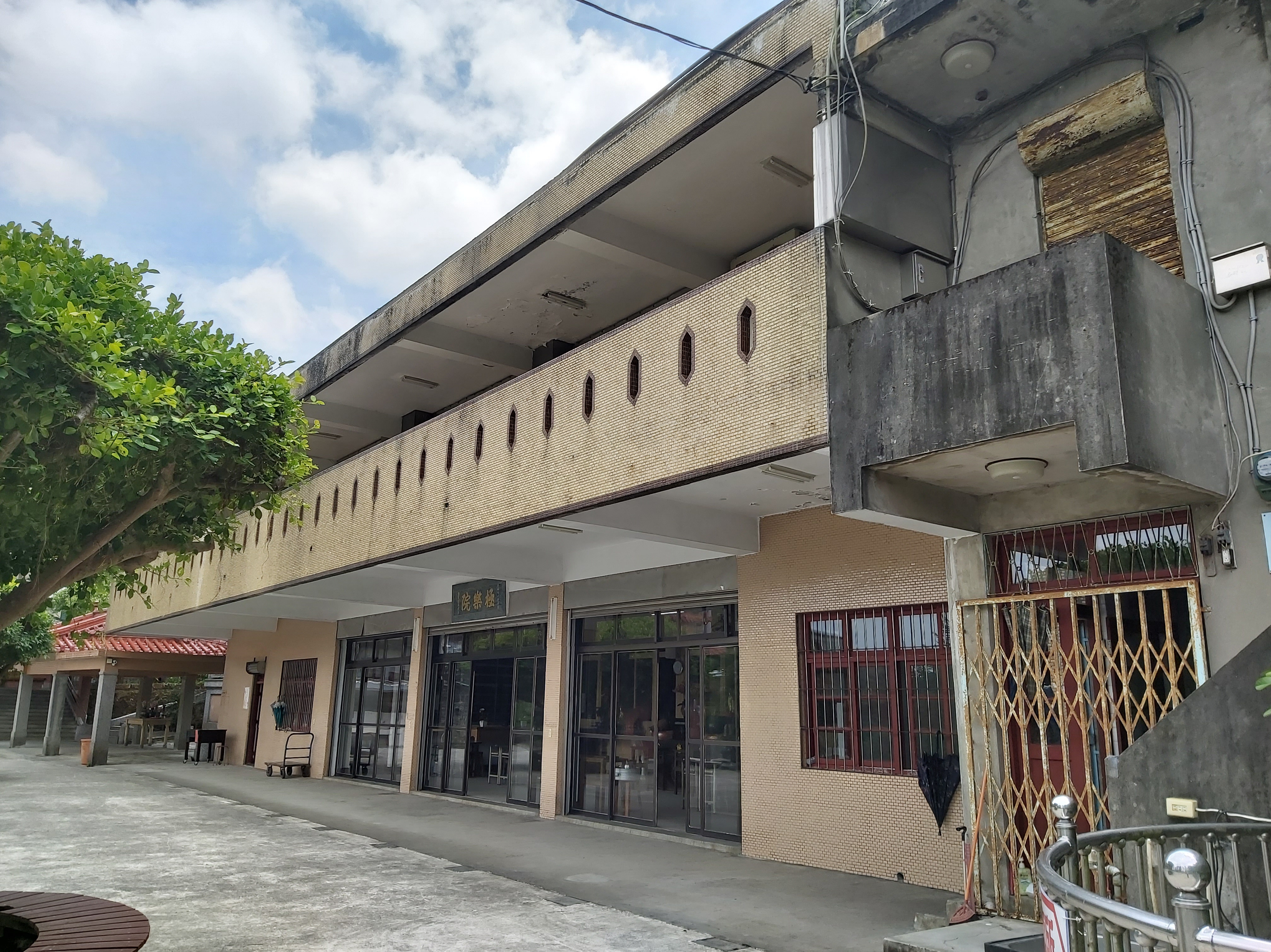
極樂院

## 曾在圓通寺取景的影視作品或相關歌曲
- 1959年台語片《王哥柳哥遊台灣》。
- 1960年台語片《錯戀（丈夫的秘密）》。
- 1965年8月「寶島抒情歌后」林英美於灌錄的合集《林英美之歌1》A2收錄了「圓通寺之戀」[8][9]，這首歌為翻唱日本曲「長崎の夢の夜唄」（同曲亦改編為良山演唱，描寫木柵指南宮的「夢遊仙公廟」）。
- 1966年電影《幾度夕陽紅》（楊群、江青、劉維斌、甄珍、金石主演）[10]
- 1978年電影《處處聞啼鳥》（林青霞、劉文正主演）[11]
- 1989年音樂錄影帶《你喜歡我的歌嗎》（張清芳主唱）[12]
- 1994年電視《倚天屠龍記》（馬景濤、葉童、周海媚主演）[13][14]
- 1994年電影《新烏龍院》（郝劭文、釋小龍、吳孟達主演）[15]
- 1999年音樂錄影帶《話題》（周蕙主唱）[16]
- 2009年電視《桃花小妹》（王心凌主演）[17]
- 2016年電玩廣告創世破曉[18]
- 2019年網路節目台灣達人秀【熱血！跆拳舞+將軍令 絢麗特技帥到網狂重播！】[19]

## 外部連結
- 圓通禪寺 :: 新北市觀光旅遊網 - 29區景點介紹
- 圓通禪寺（圓通寺）旅遊景點介紹（旅遊資訊王TravelKing） （页面存档备份，存于）